# LS-DYNA
 (juillet 2011).
Si vous disposez d'ouvrages ou d'articles de référence ou si vous connaissez des sites web de qualité traitant du thème abordé ici, merci de compléter l'article en donnant les références utiles à sa vérifiabilité et en les liant à la section « Notes et références ».
 (juillet 2011).
LS-DYNA est un progiciel de calcul d'éléments finis de dynamique rapide. Il a été développé par Livermore Software Technology Corporation (LSTC) et acquis par Ansys en 2019. 
Son solveur utilise un schéma d'intégration explicite et permet des calculs de réponse dynamique transitoire, comme des calculs de choc ou de crash. Il est  employé dans les industries automobile, aérospatiale, militaire, nucléaire et biomécanique.